# آما (لوئیزیانا)
آما (به انگلیسی: Ama) شهری در ایالت لوئیزیانا کشور ایالات متحده آمریکا است که جمعیت آن در سرشماری سال ۲۰۱۰ میلادی، ۱٬۳۱۶ نفر بوده‌است.